# Средиземноморский трафик мигрантов

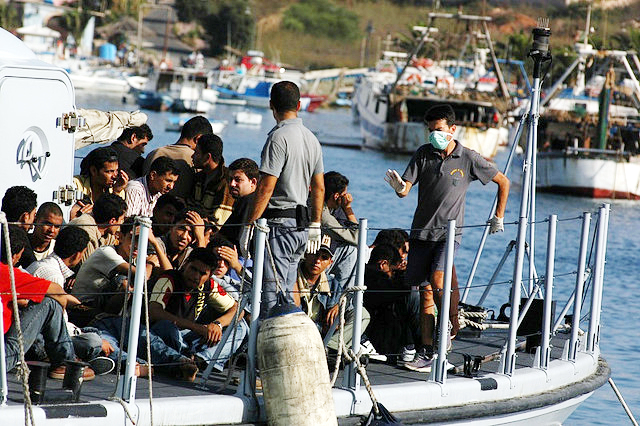
Мигранты на Лампедузе

Средиземноморский трафик мигрантов — маршрут переправки мигрантов из Африки в Европу через Средиземное море. Получил широкую известность в связи с частой массовой гибелью мигрантов при пересечении моря. В качестве плавсредств контрабандисты используют от рыболовных траулеров до плотов и надувных лодок. Помимо африканцев, маршрутом пользуются и беженцы из Сирии, спасающиеся от ужасов гражданской войны в своей стране.

## Фактор Каддафи
Массовый наплыв мигрантов связан с существенным различием в уровне жизни стран Европы и Африки, который усугубился после свержения ливийского лидера Муаммара Каддафи, поскольку сдерживающим фактором был достаточно высокий уровень жизни в самой Ливии времён Каддафи. В своё время, в 2010 году, Каддафи предупреждал страны ЕС об угрозе миграции, просил деньги и предлагал сотрудничество, однако лидеры ЕС не только проигнорировали эти предложения, но и приняли активное участие в разрушении ливийского государства (см. Интервенция в Ливии).

## География
Начальной точкой движения является побережье Туниса и Ливии (порт Зувара), а конечной — Италия (Сицилия). Транзитным островом выступает Лампедуза, где пункт по приему беженцев сравнивался с концлагерем XXI века.

## Доход
О масштабе движения свидетельствует тот факт, что в 2014 году власти ЕС задержали 10 тысяч контрабандистов, занятых в маршруте. Племя тебу, сообщается, зарабатывает 60 тысяч $ в неделю на маршруте, при том что цена контрабандистов оценивается в 500 $.

## Проходимость
В 2010 году маршрутом воспользовались 5 тысяч мигрантов.
Первый миграционный «удар» пришёлся на начало 2011 года (за три месяца), когда по морскому маршруту было переправлено 18 тысяч человек. В 2013 году число мигрантов возросло до 43 тысяч. В 2014 году эта цифра возросла ещё в четыре раза и достигла 218 тысяч. (при том что всего в тот год в ЕС прибыло 276 тысяч мигрантов).
В 2016 году 181 000 мигрантов (в основном из Африки) прибыли в Италию на плотах и судах сомнительного качества.

## Жертвы
О первых жертвах Средиземноморского трафика мигрантов Муаммар Каддафи заявлял ещё в 2008 году.
Жертвами маршрута мигрантов в 2013 году стали 600 человек, а в 2014 году эта цифра подскочила до 3,5 тысяч. Одна из первых страшных трагедий произошла 3 октября 2013 года, когда в затонувшем у берегов Лампедузы судне погибло 274 мигранта. В СМИ ответственность за трагедию была возложена на руководство ЕС и лично на председателя Европейской комиссии Баррозу.
19 апреля 2015 года только за одно кораблекрушение в Сицилийском проливе в 100 км от ливийского берега погибло 850 мигрантов (то есть больше, чем за весь 2013 год). Буквально за неделю до трагедии в Средиземном море погибло ещё 400 мигрантов.
В 2016 году по данным Международной организации по вопросам миграции зарегистрировано почти 5000 смертей мигрантов в Средиземном море.
В феврале 2017 года на побережье Средиземного моря неподалеку от города Завия были выброшены тела 74 иммигрантов из Африки. Среди них нет ни одного выжившего. Скорее всего погибло гораздо больше беженцев, так как на берегу была обнаружена разорванная резиновая лодка на которой обычно перевозят до 120 человек.

## Противодействие
Для предотвращения гибели людей итальянское правительство в 2013 году запустило программу Маре Нострум, которая подверглась критике за поощрение маршрута мигрантов. В спасательной операции приняло участие 900 итальянских военных, 32 корабля и авиация. Однако программу пришлось закрыть из-за её дороговизны. В 2014 году на смену пришла общеевропейская программа Тритон